# Тавежнянский сельский совет (Харьковская область)
Тавежнянский сельский совет — входит в состав Сахновщинского района Харьковской области Украины.
Административный центр сельского совета находится в селе Тавежня.

## История
- 1924 — дата образования.

## Населённые пункты совета
- село Тавежня
- село Зелёное
- село Скиртяное
- село Судиха
- село Шевченково